# Seul (film)
Pour plus de détails, voir Fiche technique et Distribution.
Seul est un film français réalisé par Jean Tarride et sorti en 1932.

## Fiche technique
- Réalisation : Jean Tarride, assisté de Pierre Schwab
- Scénario : Henri Duvernois, d'après sa pièce
- Direction artistique : Gabriel Scognamillo
- Photographie : Theodor Sparkuhl, Roger Forster, Roger Hubert
- Son : Robert Bugnon
- Production : Charles David pour les Établissements Braunberger-Richebé
- Pays :  France
- Format : Noir et blanc - Son mono - 1,33:1
- Genre : Romance
- Durée : 46 minutes
- Date de sortie : 
  - France : mars 1932

## Distribution
- René Lefèvre : Eugène Bricot
- Denise Pera : Lucie Hellas Delesponte
- Pauline Carton : Mme Frutte
- Ketty Mara : la danseuse
- Arielle : une jeune fille
- Jean Sorbier : M. Berlix
- Émile Garandet : M. Lajus
- Julien Carette : Michel
- Jeanne de Carol
- Jean Francey